# Rhegmatophila
Rhegmatophila là một chi bướm đêm thuộc họ Notodontidae. Chi này gồm các loài sau:
- Rhegmatophila alpina Bellier, 1881
- Rhegmatophila ricchelloi Hartig, 1939
- Rhegmatophila vinculum Hering, 1936